# Arne Zank
Arne Zank (né le 6 août 1970 à Hambourg) est un musicien, acteur et auteur de bande dessinée allemand, membre du groupe Tocotronic.

## Biographie
Zank est fils d'un marin et d'une coiffeuse. Il étudie l'illustration à Hambourg pendant un certain temps, mais, comme ses camarades Dirk von Lowtzow et Jan Müller, il abandonne ses études pour se consacrer à la musique.
Zank est également actif en tant qu'artiste solo et a réalisé plusieurs enregistrements. Zank travaille également comme animateur. Pour le film d'animation Das Experiment, réalisé avec Gregor Stockmann, il reçoit le prix du public au Hanse-Short 1999. Depuis 2004, il se produit comme DJ dans les clubs de Hambourg sous le nom de DJ Shirley.

## Discographie
- 1994 : Die Mehrheit will das nicht hören (mini-cassette)
- 1995 : Ehrliche Rockmusik (vinyle)
- 2004 : Love - From A to Z' (vinyle)
- 2004 : Exclusive and Famous (EP, sous le nom de DJ Shirley)
- 2008 : Love and Hate from A to Z[5]

## Filmographie
- 1996 : Über den Umgang mit dem Schicksal
- 1999 : Das Experiment

## Bande dessinée
- (de) Die Vögel – fliegen hoch! de Dr. Arne Zank, Ventil Verlag, 128 pages.